# Pelosia sutschana
Pelosia sutschana là một loài bướm đêm thuộc phân họ Arctiinae, họ Erebidae.